# 横浜BLITZ

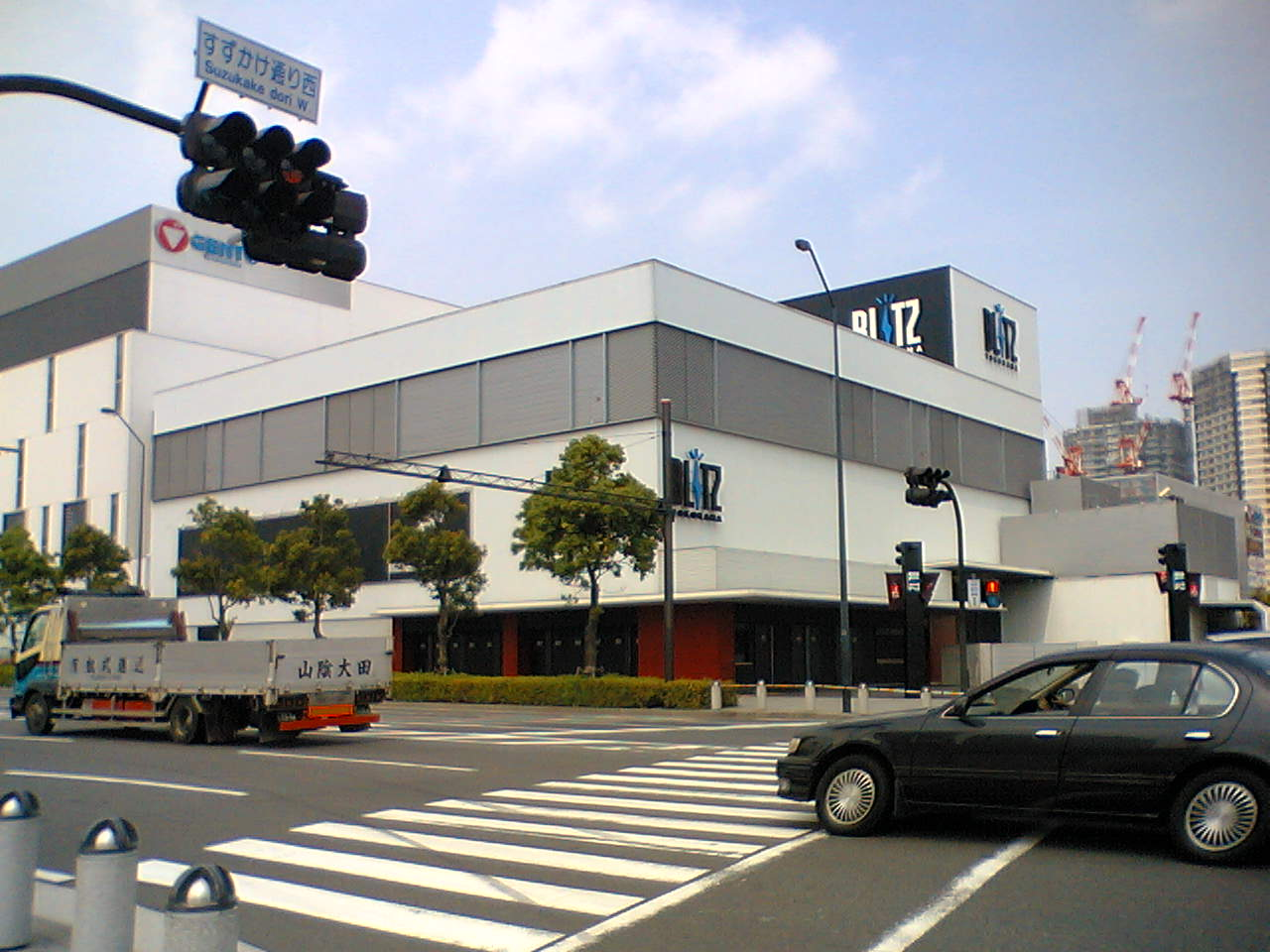
横浜BLITZの外観
（反対側の歩道より2007年に撮影）

横浜BLITZ（よこはまブリッツ）は、神奈川県横浜市西区みなとみらい五丁目のGENTO YOKOHAMA内でかつて運営されていた、主に音楽ライブを開催するTBSテレビ運営のライブハウスである。2013年10月14日をもって閉鎖となった。

## 概要
東京放送（現：TBSホールディングス）は、東京都港区赤坂の自社保有地内にて赤坂BLITZを運営していたが、赤坂サカス再開発事業により2003年に閉鎖となったため、再開発工事期間中の代替施設として開業したのが本施設である。
2004年11月14日にオープン。杮落しは、PaniCrewのライブである（ちなみに、オープン直前の11月7日に木村カエラCD発売イベントが行われた）。赤坂BLITZ時代に続いて、アサヒビールがサポートを行っている。
赤坂BLITZは2008年3月14日にリニューアル・オープンとなったが横浜BLITZも引き続き営業、2009年4月からは東京放送が放送持株会社制に移行する事に伴い、運営が同社が分割した文化事業を引き継いだTBSテレビに移管した。
入居している建物のGENTO YOKOHAMA（横浜みなとみらい21中央地区53街区）は原則10年間の暫定施設であり借用期限は2014年11月となっていたが、当会場はこれより約1年前の2013年10月14日をもって閉鎖することとなり（賃貸契約満了）、ラストはクレイジーケンバンドのライブ「"ありがとう yokohama BLITZ" CRAZY KEN BAND SHOW」で約9年の歴史に幕を閉じた。
なお、GENTO YOKOHAMA自体も、2015年1月25日に結婚式場の「ベイサイド迎賓館・ベイサイドガーデンクラブ」を除き営業を終了した。

## 施設
- 収容人員は1Fをオールスタンディングで使用した場合、最大1,700人である。
1Fはスタンディングで1,400人、着席で548人、2Fは着席で300人収容である。
- 日本のライブハウスで初めてサラウンド音響システムを導入した。
- 最寄り駅は、横浜高速鉄道みなとみらい線の新高島駅。